# Льюис, Лайя
Ла́йя Аи́ша Лью́ис (англ. Laya Aiesha Lewis; 14 мая 1992, Лондон, Англия, Великобритания) — английская актриса, наиболее известная ролью Лив Мэлоун в пятом и шестом сезонах телесериала «Молокососы».

## Биография
Лайя Аиша Льюис родилась 14 мая 1992 года в Лондоне (Англия, Великобритания). Льюис живёт в Бристоле, где она училась в «Cotham School».

## Карьера
В период 2011—2012 годов Лайя сыграла роль Лив Мэлоун в 18-ти эпизодах скандально известного британского телесериала «Молокососы» (5-й и 6-й сезоны) телеканала E4, который стартовал 27 января 2011 года. Кастинг на роль она прошла ещё в 2008 году, но первоначально отказалась от роли. Это работа Льюис в кино сделала её знаменитой.
В апреле 2012 года снялась в клипе Эмели Санде — «My Kind of Love» режиссёра Дона Шадфорта. В клипе рассказывается история сомнительных отношений двух женских персонажей; о том, как девушка, сыгранная Лаей, живёт с раковой опухолью.
В 2013 году Лайя сыграла в фильме «Линия» (англ. The Line) Британской академии кино и телевизионных искусств о девушке и парне, живущих в футуристическом мире.
Затем в 2014 году Лайя сыграла главную роль Бэвэрли в короткометражном фильме «Беверли» (англ. Beverley), продюсером которого выступил Касс Пеннант. В фильме повествуется реальная история о жизни девушки, чьи корни из разных рас, живущей в сити Лестера в 1980-х годах.
Лайя участвует в шоу BBC Radio 1 «Утреннее шоу на Радио 1» с Ником Гримшоу (англ. BBC Radio 1 Breakfast show with Nick Grimshaw). Она появилась в роли «Девушки-картошки» в сериале «Кукушка», во втором эпизоде второго сезона «Картофельная вечеринка».

## Фильмография
| Год       |     | Русское название | Оригинальное название | Роль                |
| --------- | --- | ---------------- | --------------------- | ------------------- |
| 2011—2012 | с   | Молокососы       | Skins                 | Оливия «Лив» Мэлоун |
| 2014      | ф   | —                | The Line              | девушка             |
| 2014      | с   | Кукушка          | Cuckoo                | девушка-картошка    |
| 2015      | кор | —                | Beverley              | Беверли             |
| 2015      | с   | Джекил и Хайд    | Jekyll & Hyde         | Кара                |
| 2016      | с   | Тупицы           | Witless               | Клаудия             |
| 2016      | кор | —                | Coyotes               | Эмбер               |
| 2016      | с   | —                | All of Them           | МЭЙ                 |